# جربارة دولافية
جربارة دولافية (الاسم العلمي:Gerbera delavayi) هي نوع من النباتات تتبع جنس الجربارة من الفصيلة النجمية.